# Epitaxie
Epitaxie (von altgriechisch ἐπί epí „auf, über“ und τάξις taxis, „Ordnung, Ausrichtung“) ist eine Form des Kristallwachstums, welche beim Aufwachsen von Kristallen auf kristallinen Substraten auftreten kann. Man spricht von Epitaxie, wenn mindestens eine kristallographische Orientierung des wachsenden Kristalls (der wachsenden Kristalle) einer Orientierung des kristallinen Substrates entspricht.
In natürlichen Prozessen funktioniert Epitaxie so, dass mehrere kleine Kristalle in räumlicher Entfernung voneinander auf einem großen Kristall aufwachsen. In technischen Prozessen sind die aufwachsenden Kristalle meist nicht räumlich voneinander getrennt, sondern bilden eine ununterbrochene Schicht. Abhängig davon, ob Substrat und aufwachsende Kristalle bzw. Schicht aus gleichem oder unterschiedlichem Material bestehen, werden auch die Bezeichnungen Homo- beziehungsweise Heteroepitaxie verwendet.

## Epitaxie in der Natur
In der Natur tritt Epitaxie als orientierte Verwachsung zweier Minerale auf. Es kann aber auch eine Verwachsung von ein und demselben Mineral sein (z. B. wie bei der Rutilvarietät Sagenit). Klassische Beispiele für Epitaxie bilden der Schriftgranit (Verwachsung von Quarz und Feldspat, wobei die Quarze an Schrift erinnern), die Verwachsungen von Rutil und Hämatit sowie die sternförmige Verwachsung von tetragonal-pyramidablem Cumengeit und würfeligem Boleit.

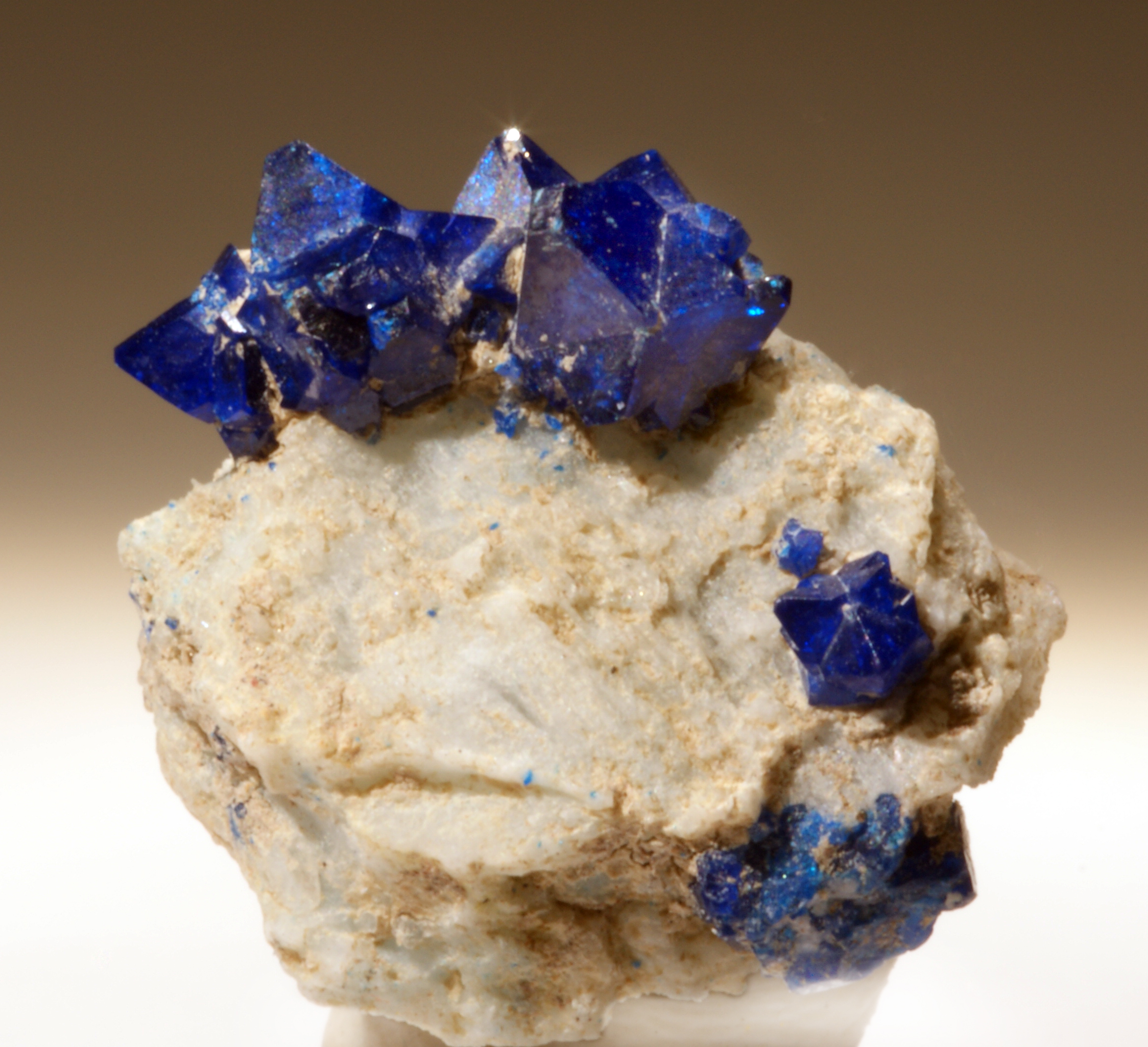
Typische Form einer epitaktischen Verwachsung von Cumengeit (tetragonale Pyramiden) auf Boleit-Würfeln
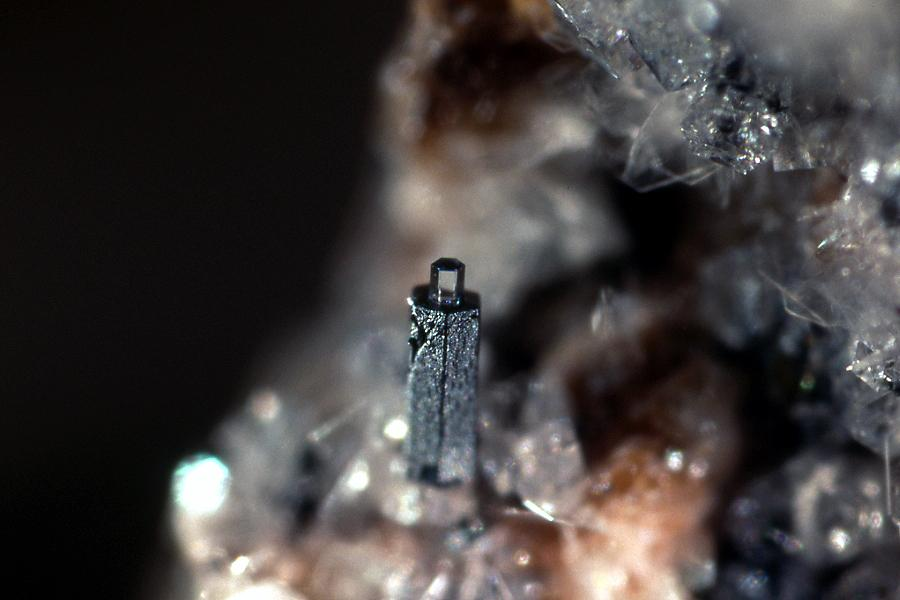
Epitaktische Verwachsung von Nephelin auf Hämatit
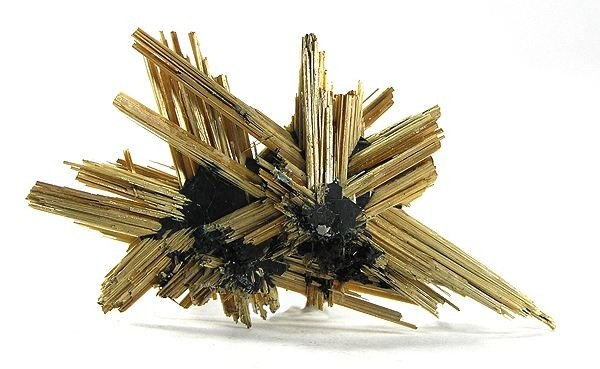
Sternförmige Epitaxie von Rutil auf Hämatit
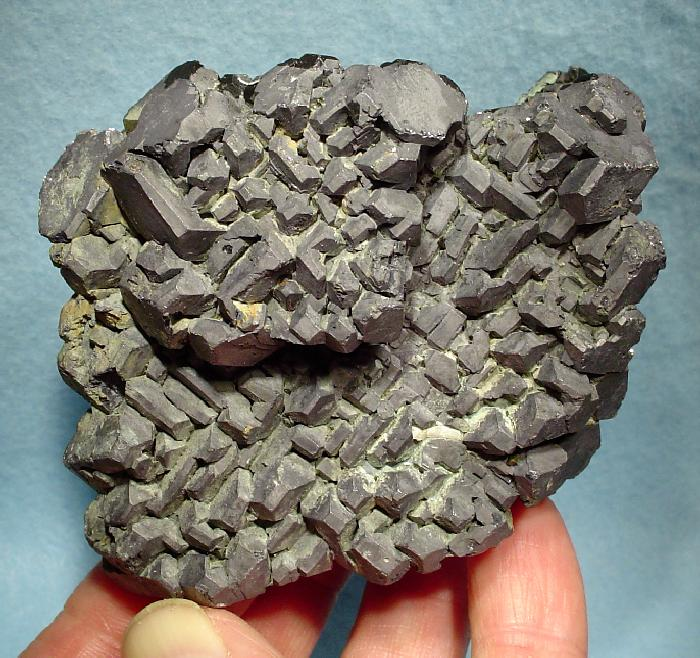
Epitaktische Verwachsung zweier Generationen Galenitkristalle bilden ein „Fischgrätmuster“

## Epitaxie in der Technik

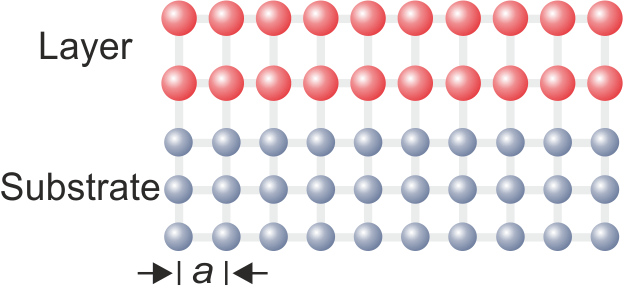
Heteroepitaxie: Modell einer epitaktischen Schicht ("Layer", rote Atome) auf einem kristallinen Substrat ("Substrate", blau) mit kleinerem Atomabstand a

In der Technik findet die Epitaxie vor allem in der Mikroelektronik bzw. der Halbleitertechnik Verwendung.  Durch epitaktisches Aufwachsen unterschiedlicher Halbleiterschichten werden in elektronischen (Transistoren, Dioden) und optoelektronischen (LEDs, Laser, Photodetektoren) Bauelementen Ladungsträger des elektrischen Stroms sowie Licht gezielt geführt.

### Homo- und Heteroepitaxie
Homoepitaxie bezeichnet das Aufwachsen einer kristallinen Schicht auf einem kristallinen Substrat des gleichen Materials. Diese Technik wird genutzt, um Schichten mit einem höheren Reinheitsgrad herzustellen als bei Volumenkristallen des Substratmaterials möglich ist: Epitaxie-Schichten sind generell weitaus reiner als übliche Czochralski- oder Bridgman-Substrate. Eine weitere Anwendung ist die Herstellung gewünschter Profile der Dotierung.   
Ein Beispiel für homoepitaktische Schichten sind einkristalline Siliciumschichten auf einem Siliciumsubstrat, eingesetzt z. B. beim Epitaxialtransistor (1960). Auf diese Weise lassen sich spezielle Dotierprofile für Transistoren herstellen, beispielsweise ein abrupter Übergang in der Dotierstoffkonzentration, der mit üblichen Verfahren wie Diffusion und Ionenimplantation nicht möglich ist. 
Heteroepitaxie bezeichnet das Aufwachsen eines kristallinen Materials auf einem Substrat eines anderen kristallinen Materials. Dieses in der Halbleiterindustrie verbreitete Verfahren wird eingesetzt, um in Bauelementen Barrieren für die Kontrolle von elektrischen Ladungsträgern und von Licht herzustellen. Es wird auch genutzt, wenn Volumenkristalle des Schichtmaterials nicht (mit hinreichender Qualität) für Substratanwendungen herstellbar sind.
Beispiele für Heteroepitaxie, also das Aufwachsen einer Schicht, deren Material sich vom Substrat unterscheidet, sind Galliumnitrid (GaN) oder Silicium (Si) auf Saphirsubstraten (Al2O3) oder GaAs1−xPx-Schichten auf GaAs, beispielsweise leitfähige Schichten auf SOI-Substraten. Die entstehenden Schichten sind einkristallin, aber weisen ein Kristallgitter auf, das sich vom Substrat unterscheidet.
In der Heteroepitaxie haben die Atome im Substrat und die in der Schicht unterschiedliche Abstände voneinander aufgrund verschiedener chemischer Bindungen in diesen Materialien. Da an der Grenzfläche der laterale Atomabstand des Substrats der Schicht aufgeprägt wird (Bild Heteroepitaxie), wird die kristalline Anordnung der Atome in der Schicht etwas verzerrt. Die Verzerrung {\displaystyle \varepsilon } folgt aus der Differenz der unverzerrten Atomabstände in Schicht und Substrat:
{\displaystyle \varepsilon ={\frac {\textstyle a_{\mathrm {Substrat} }-a_{\mathrm {Schicht} }}{a_{\mathrm {Schicht} }}}}
Hier bezeichnen {\displaystyle a_{\mathrm {Substrat} }} und {\displaystyle a_{\mathrm {Schicht} }} die Gitterkonstanten der Kristalle von Substrat und Schicht. Für epitaktisches Wachstum darf {\displaystyle \varepsilon } einen Grenzwert von wenigen Prozent nicht überschreiten. Oberhalb dieses (materialabhängigen) Wertes wird die Verzerrung in der Schicht durch den Einbau von Gitterfehlern (Versetzungen) reduziert. Diese beeinträchtigen als Streuzentren für Ladungsträger die Funktion von (opto-)elektronischen Bauelementen und müssen daher vermieden werden. Sehr dünne Schichten (Bereich 100 nm) sind anpassungsfähiger: die kritische Schichtdicke ist etwa umgekehrt proportional zur Verzerrung {\displaystyle \varepsilon }.

### Epitaxieverfahren
Es gibt unterschiedliche technische Verfahren zur Herstellung epitaktischer Schichten oder Kristalle:
- Flüssigphasenepitaxie (liquid phase epitaxy, LPE)
- Spezielle Verfahren der chemischen Gasphasenabscheidung (chemical vapour deposition, CVD)
  - Chemische Gasphasenepitaxie (vapor phase epitaxy, VPE)
    - Hydridgasphasenepitaxie (hydrid vapor phase epitaxy, HVPE)
    - Metallorganische Gasphasenepitaxie (metal organic vapor phase epitaxy, MOVPE)

  - Atomlagenepitaxie (atomic layer epitaxy, ALE)
- Spezielle Verfahren der physikalischen Gasphasenabscheidung (physical vapour deposition, PVD)
  - Laserstrahlverdampfen (pulsed laser deposition, PLD)
  - Molekularstrahlepitaxie (molecular beam epitaxy, MBE)
  - Ionenstrahlgestützte Deposition (ion beam assisted deposition, IBAD)
- Mischformen[2]
  - chemical beam epitaxy (CBE)
  - metal-organic molecular beam epitaxy (MOMBE)
  - gas source molecular beam epitaxy (GSMBE)

### Beispiel: chemische Gasphasenepitaxie von Siliciumschichten
Die Herstellung von einkristallinen Siliciumschichten auf Siliciumsubstraten kann mithilfe der chemischen Gasphasenepitaxie erfolgen. Das Substrat wird in einer Vakuumkammer auf Temperaturen im Bereich von 600 °C bis 1200 °C erhitzt. Für die Abscheidung werden gasförmige Siliciumverbindungen (wie Silan, Dichlorsilan oder Trichlorsilan) in Verbindung mit Wasserstoff eingebracht, die sich in Substratnähe thermisch zersetzen. Die „frei gewordenen“ Siliciumatome lagern sich zufällig verteilt auf der Substratoberfläche an und bilden Kristallisationskeime. An diesen Keimen findet anschließend das weitere Schichtwachstum statt. Aus energetischen Gründen findet das Wachsen in lateraler Richtung statt, bis die Ebene vollständig aufgefüllt ist, erst danach beginnt das Wachstum in der nächsten Ebene. Durch Zugabe einer gasförmigen Borverbindung (Diboran) können p-leitende Schichten bzw. durch eine Phosphorverbindung (Phosphin) oder durch eine Arsenverbindung (Arsin) n-leitende Siliciumschichten erzeugt werden.
Die Aufwachsraten in einem Epitaxiereaktor werden durch zwei Faktoren begrenzt. Anhand der Arrheniusdarstellung (die logarithmische Aufwachsrate wird über 1/(absolute Temperatur) dargestellt) lassen sich zwei Bereiche kennzeichnen:
- der reaktionsratenlimitierte Bereich, in dem zwar genug Atome für die Reaktion an der Oberfläche des Substrats bereitstehen, aber der Adsorptionsprozess zu langsam läuft, weil die Desorption des Wasserstoffs von der Siliciumoberfläche der begrenzende Prozess ist. Die Reaktion lässt sich durch eine erhöhte Temperatur beschleunigen, der Anstieg der Arrhenius-Kurve ist linear und steiler als im transportlimitierten Bereich.
- der transportlimitierte Bereich (bei höheren Temperaturen). Hier können nicht schnell genug neue Gasatome an die Reaktionsstelle diffundieren, die Gasdiffusion ist der begrenzende Prozess. Die Arrhenius-Kurve ist linear und relativ flach, das heißt, die Wachstumsrate ist nur schwach temperaturabhängig. Dadurch ist der Schichtwachstumsprozess relativ robust gegenüber Schwankungen der Substratoberflächentemperatur.